# Lamacoscylus usingeri
Lamacoscylus usingeri är en skalbaggsart som först beskrevs av Linsley 1935.  Lamacoscylus usingeri ingår i släktet Lamacoscylus och familjen långhorningar. Inga underarter finns listade i Catalogue of Life.